# Лучкино (Ивановская область)
Лучкино — деревня в Южском районе Ивановской области России, входит в состав Холуйского сельского поселения.

## География
Деревня расположена на берегу речки Маньшинки в 15 км на запад от центра поселения села Холуй и в 25 км на запад от райцентра города Южа.

## История
Во второй половине XVI столетия Лучкино было вотчиной княгини Марии Ковровой и княгини Феодосии Пожарской, в 1572 году владелицы пожертвовали вотчину Спасо-Евфимиевому монастырю. Вотчиной данного монастыря село Лучкино значилось в приходо-расходных монастырских книгах за 1696 год и оставалось во владении монастыря до отобрания населённых монастырских вотчин в казну в 1764 году.

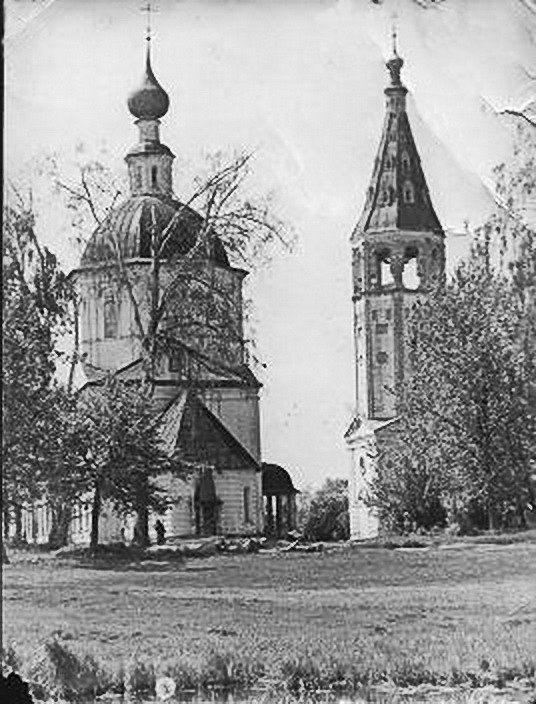

В 1804—1812 годах на средства прихожан в селе была построена каменная церковь с колокольней и оградой. Престолов в ней было два: в холодной — в честь Архистратига Божия Михаила и в тёплом приделе — во имя Святителя и Чудотворца Николая. Приход состоял из села и деревень Редькина, Рязанки, Бурнакова, Чуракова, Изотина, Михеева, Кислякова и сельца Афанасьевского.
В конце XIX — начале XX века село входило в состав Алексинской волости Ковровского уезда Владимирской губернии. В 1859 году в селе числилось 106 дворов, в 1905 году — 107 дворов.
С 1929 года село входило в состав Изотинского сельсовета Южского района, с 2005 года — в составе Холуйского сельского поселения.

## Население
| 1859 | 1905 |
| ---- | ---- |
| 539  | 534  |

| 1859 | 1905 | 2010 |
| ---- | ---- | ---- |
| 539  | ↘534 | ↘18  |

## Достопримечательности
В селе находится церковь Михаила Архангела